# Stadtpfarrkirche St. Jakob (Pfullendorf)

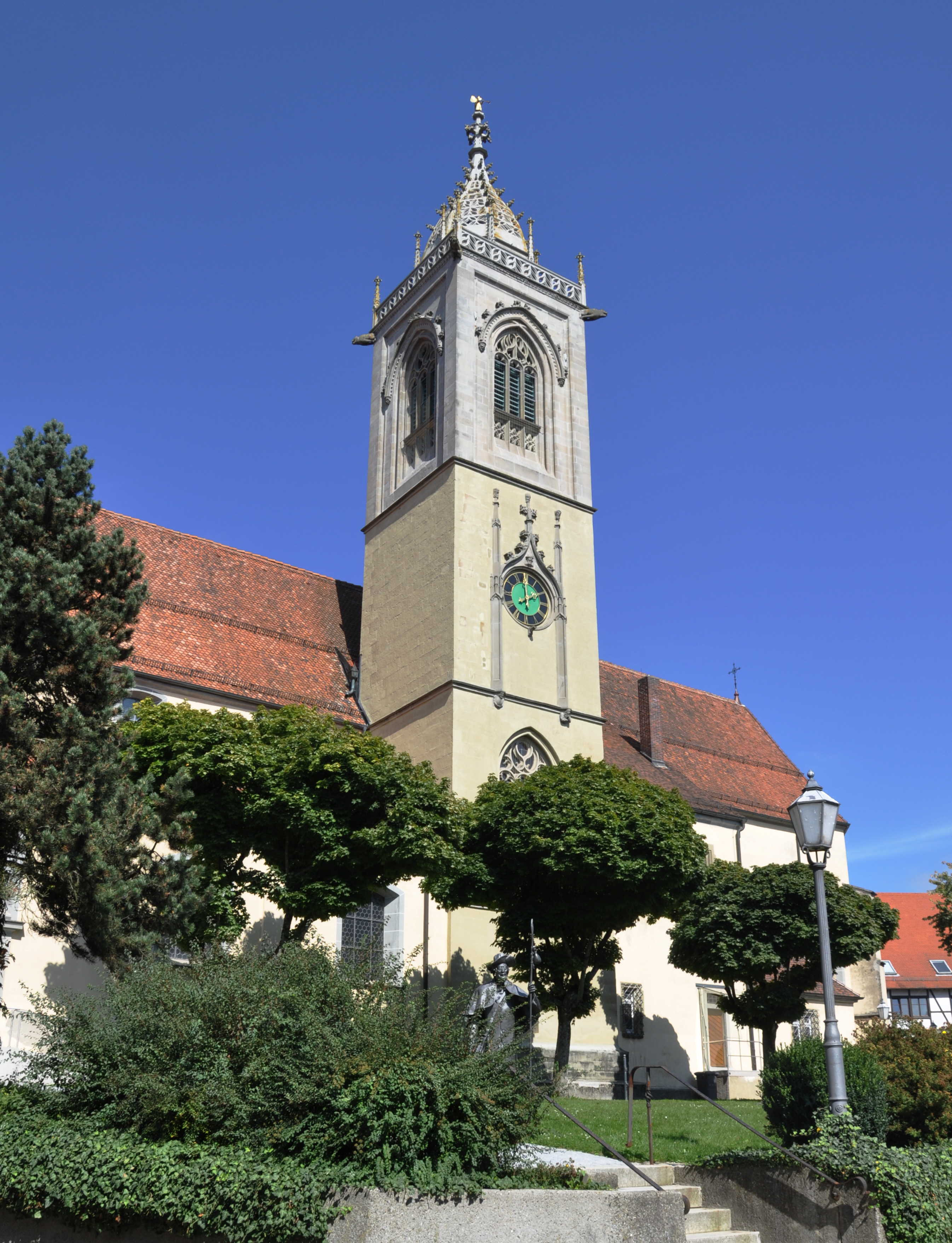
St. Jakob (2012)

Die Stadtpfarrkirche St. Jakob ist ein katholischer Kirchenbau in Pfullendorf im Landkreis Sigmaringen in Baden-Württemberg.

## Geschichte

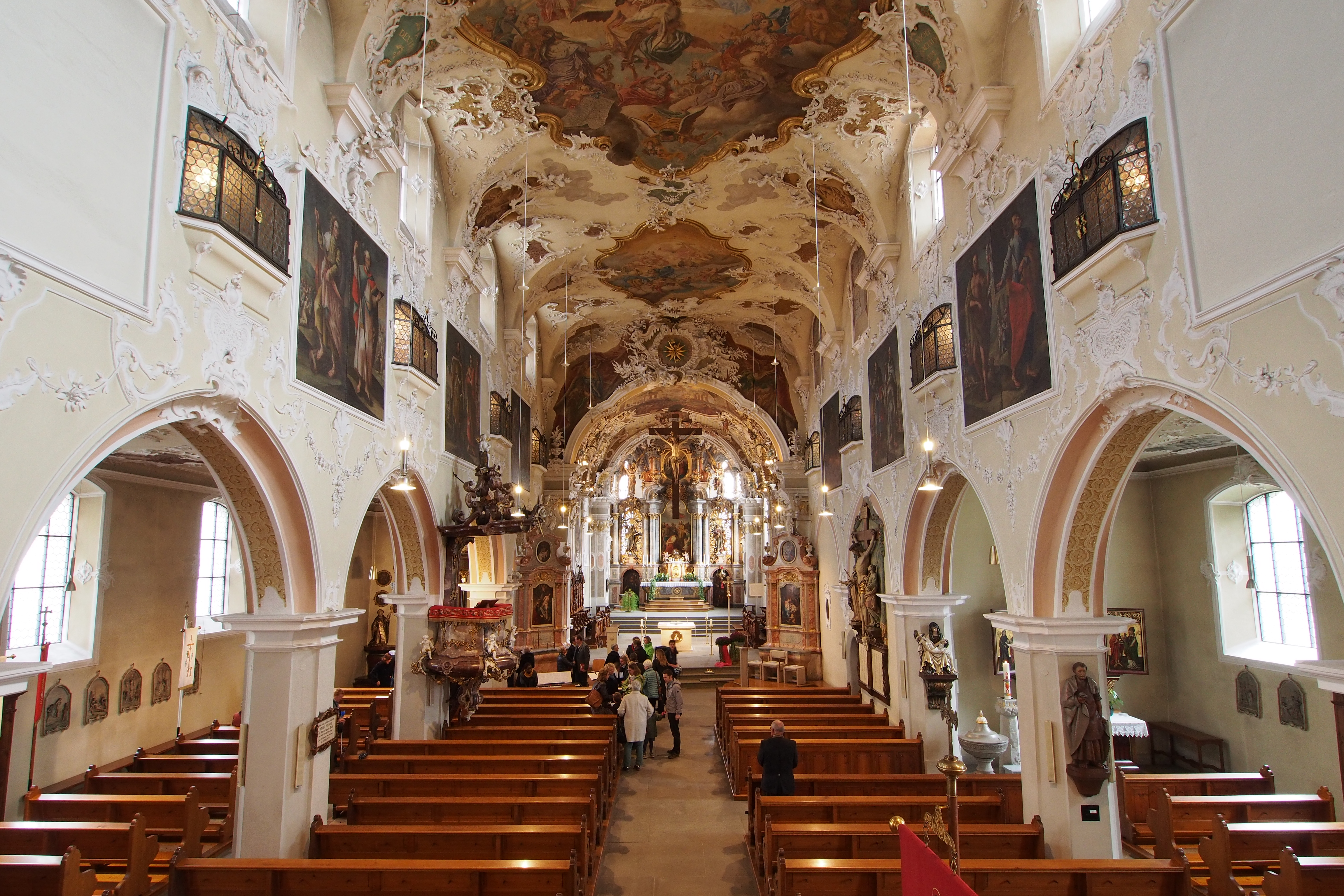
Blick zum Chor

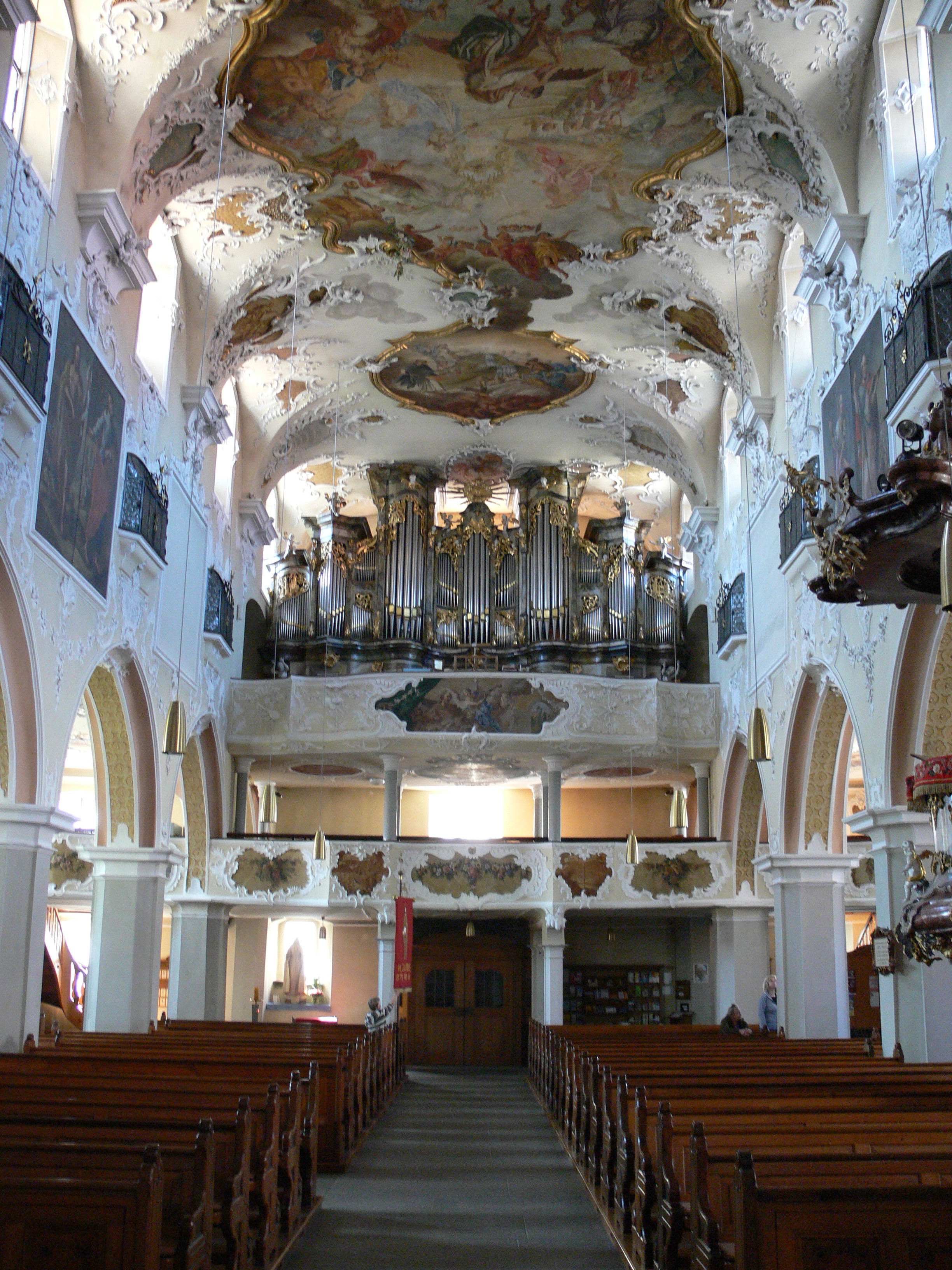
Blick zur Empore

Die Kirche steht an Stelle einer den Hl. Jakobus und Christophorus geweihten Burgkapelle aus dem 12. Jahrhundert. Anfang des 14. Jahrhunderts vergrößert, gehörte die Kapelle seit 1348 zur Zisterzienserabtei Königsbronn. Mitte des 15. Jahrhunderts bis 1480/81 erfolgte ein Neubau als gotische Pfeilerbasilika, an dem der Baumeister des Klosters Salem Hans von Savoyen (Hans Saphoi) beteiligt war. 1750/51 wurde die Kirche barockisiert.

## Innenraum
Der Kircheninnenraum ist mit farbenfrohen Deckenfresken und Wandbildern, opulenten Stuckarbeiten, zahlreichen Putten und Heiligenfiguren ausgestattet. Die Stuckaturen im Langschiff sind Arbeiten von dem gebürtigen Wessobrunner Johann Georg Graf und im Chorraum von dem aus Schnifis / Vorarlberg stammenden 21-jährigen Johann Jakob Schwarzmann, die Ausmalung erfolgte durch Meinrad von der Au (von Ow), dem Sigmaringer Hofmaler.

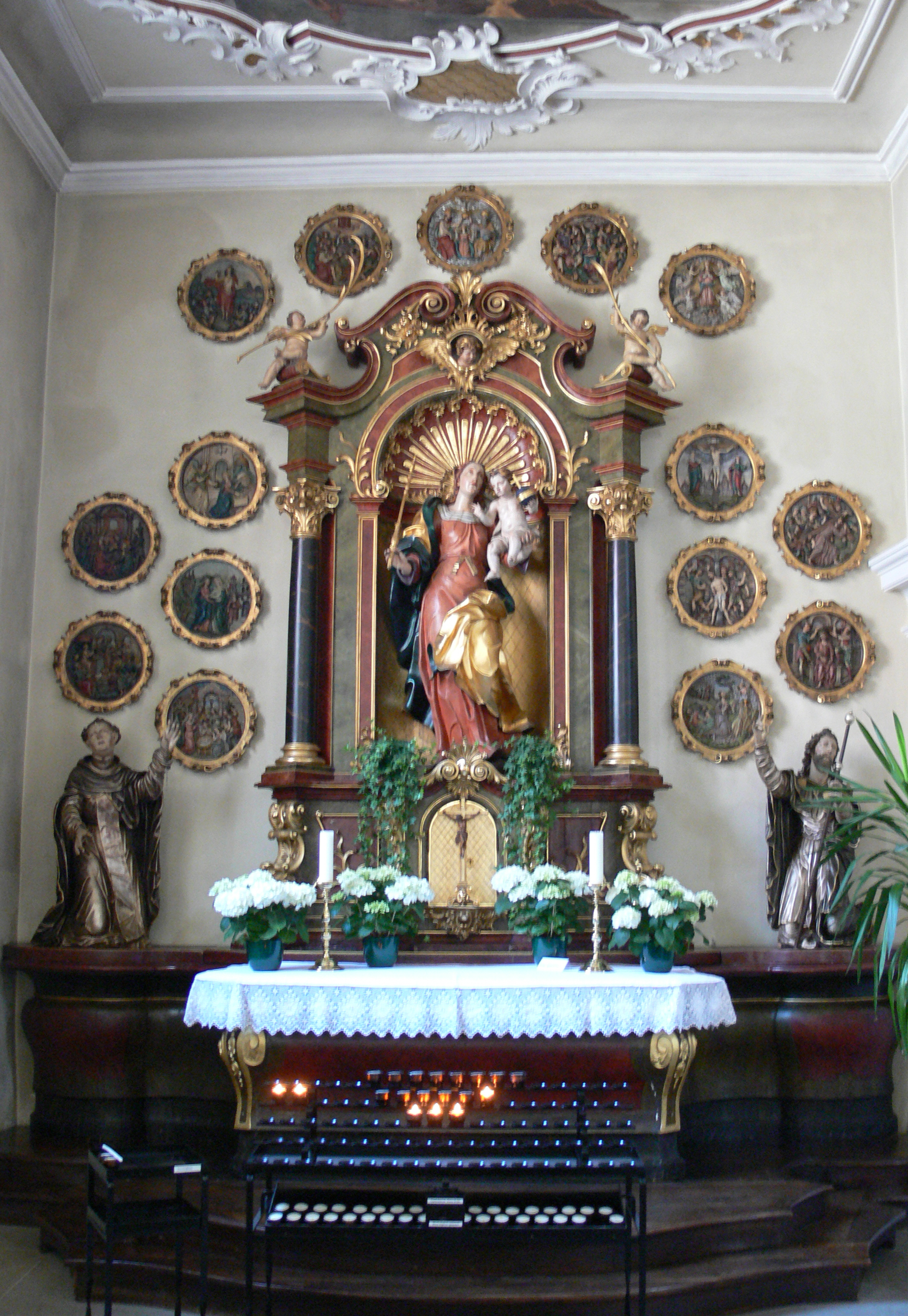
Rosenkranzaltar

1615 schuf der Bildhauer Martin Zürn für die Rosenkranzbruderschaft im südlichen Seitenschiff einen Rosenkranzaltar. Der Altar bestand aus einer großen Marienfigur im Mittelpunkt, umgeben von runden Reliefmedaillons mit Szenen aus dem Marien- und Christusleben, zuseiten Figuren der knienden Hl. Dominikus und Jakobus. Dieser Altar wurde bei der Barockisierung 1751 durch einen kleineren mit Muttergottesfigur von Franz Magnus Hops ersetzt und 1892 vom südlichen in das nördliche Seitenschiff versetzt. Dabei fasste Franz Joseph Simmler die Heiligenfiguren neu, 1901 auch die Muttergottesfigur. Anschließend wurden die Rosenkranzreliefs von Simmler und seinen Nachfolgern, den Gebrüdern Moroder, 1905 restauriert, fünf Reliefs (mit neuen Figuren Petrus und Paulus, Herz Jesu, neuem Tabernakel und neuem Altaraufsatz) wurden ganz neu geschnitzt.
Der kleine Schreinaltar (um 1450) im südlichen Seitenschiff zeigt bei geöffneten Flügeln in der Mitte einen Gnadenstuhl von Franz Josef Simmler sowie vollplastische Statuen des Apostels Johannes (Kelch), der Katharina von Alexandrien (Schwert, Rad) sowie von St. Nikolaus (Stab, Buch, Goldkugeln) und Ägidius (Stab, Buch). Die vergoldeten Flügel sind mit Bildern des Täufers (Buch, Lamm), des Mönchvaters Benedikt (Abtstab, Regelbuch), von St. Wolfgang (Bischofsstab, Kirchenmodell mit Beil) sowie der Äbtissin Radegundis (Buch, abgelegte Krone) bemalt.
Auf den Außenseiten der Flügel wird die Anbetung der Hl. Drei Könige dargestellt.
Zu den wertvollsten Figuren gehört die des Kirchenpatrons Jakobus, die Johann Felizian Hegenauer 1717 schuf. Pfarrer Franz Joseph Veeser (1742–1753) ließ zwei Jahre nach seinem Amtsantritt durch den Weingärtner Bildhauer Joachim Frühholz die beiden seitlichen Stuckmarmor-Altärchen fertigen und mit Gemälden (links der Sebastiansaltar, rechts der Dreikönigsaltar) von Franz Joseph Spiegler (1691–1757) versehen. Das Chorgestühl ist eine Arbeit von Franz Magnus Hops (1717–1756), dem auch die Rokokomadonna des Rosenkranzaltars zu verdanken ist. Die Barockaltäre wurden von Joseph Anton Feuchtmayer, das Chorgestühl von Franz Magnus Hops geschaffen.
Die in mehrere Bauabschnitte unterteilte Innenrenovierung dauerte mehrere Jahre, sehr aufwändig war dabei die Freilegung der sechs barocken Apostelbilder im Obergaden. Die ursprünglichen Motive waren im 19. Jahrhundert übermalt worden. An der Kanzel wurden fehlende Putten ersetzt. Zelebrationsaltar und Ambo wurden 2004 durch Neuanschaffungen ersetzt.

## Ehemalige Innenausstattung
- Altar vom Meister des Pfullendorfer Altars, heute in Stuttgart, Frankfurt und Sigmaringen.

## Orgel
Die Orgel von Winfried Albiez von 1974 in einem barocken Gehäuse weist 30 Register mit 2872 Pfeifen auf (drei Manuale und Pedal; mechanische Spieltraktur, elektrische Registertraktur). 2010 wurde die Orgel ausgereinigt, instand gesetzt und klanglich umgearbeitet.

## Geläut
Das Glockengeläut der Stadtpfarrkirche ist im Glockenturm untergebracht. Es besteht aus sechs Glocken: einer Glocke von 1673 von Melchior Maurer und Johann Baptist Ernst, einer Glocke von 1795 von Felix Koch aus Salem sowie vier Glocken von 1950 von Benjamin Grüninger aus Neu-Ulm. Das Schlagwerk wurde so verändert, dass der Uhrschlag auf die vier Glocken aus den 1950er Jahren verlegt wurde, um die historischen Glocken zu schonen.
Übersicht
| Glocke | Gussjahr | Gewicht | Durchmesser | Schlagton |
| ------ | -------- | ------- | ----------- | --------- |
| 1      | 1673     |         | 1380 mm0    | des′-5    |
| 2      | 1795     |         | 1130 mm0    | f′-3      |
| 3      | 1950     | 600 kg  | 970 mm      | as′-4     |
| 4      | 1950     | 400 kg  | 847 mm      | b′-4      |
| 5      | 1950     | 300 kg  | 770 mm      | c″-4      |
| 6      | 1950     | 175 kg  | 646 mm      | es″-3     |